# Sportmarketing
Sportmarketing is een onderdeel van de reguliere marketing dat zich focust op zowel de promotie van sportteams, -evenementen en sporters alsmede de promotie van diverse producten en diensten via sportteams, -evenementen en sporters.
Sportmarketing is verdeeld in drie gebieden:
- Het eerste is de promotie van sportteams en -evenementen zoals het WK, de Olympische Spelen en in 2013 bijvoorbeeld de "Coolste Baan van Nederland". Dit kan onder de noemer "marketing van sport" geplaatst worden.
- Het tweede gaat in op het vermarkten van producten en of diensten die niet direct iets met sport te maken hoeven hebben. Hierbij worden sportteams, -evenementen en/of sporters ingezet als promotiemiddel voor de producten of diensten. Dit noemt men de "marketing via sport".
- Een derde, minder voorkomend gebied is de promotie van de sport om meer mensen te laten participeren binnen een bepaalde sporttak. De nadruk ligt hierbij op de participatie van de sport.

## Definitie
Sportmarketing wordt omschreven als de analyse, planning en implementatie van programma’s die leiden tot de creatie en stimulering van ruilprocessen van sportgoederen en sportdiensten. Door de toegevoegde waarde van het sportproduct te identificeren en te benadrukken, probeert de sportmarketeer zo efficiënt en effectief mogelijk de behoeften en wensen van sportconsumenten en overige belanghebbenden te bevredigen. Door middel van dit proces worden de marketingdoelstellingen van de sportorganisatie bereikt.

## Sociale media
Sociale media zijn niet meer weg te denken in de sportmarketing. Via Facebook, LinkedIn en andere sociale media groepen krijgen clubs of individuele atleten duizenden of miljoenen fans. Vaak worden er prijzen weggegeven bij een groot aantal likes.